# Кулгринда (группа)

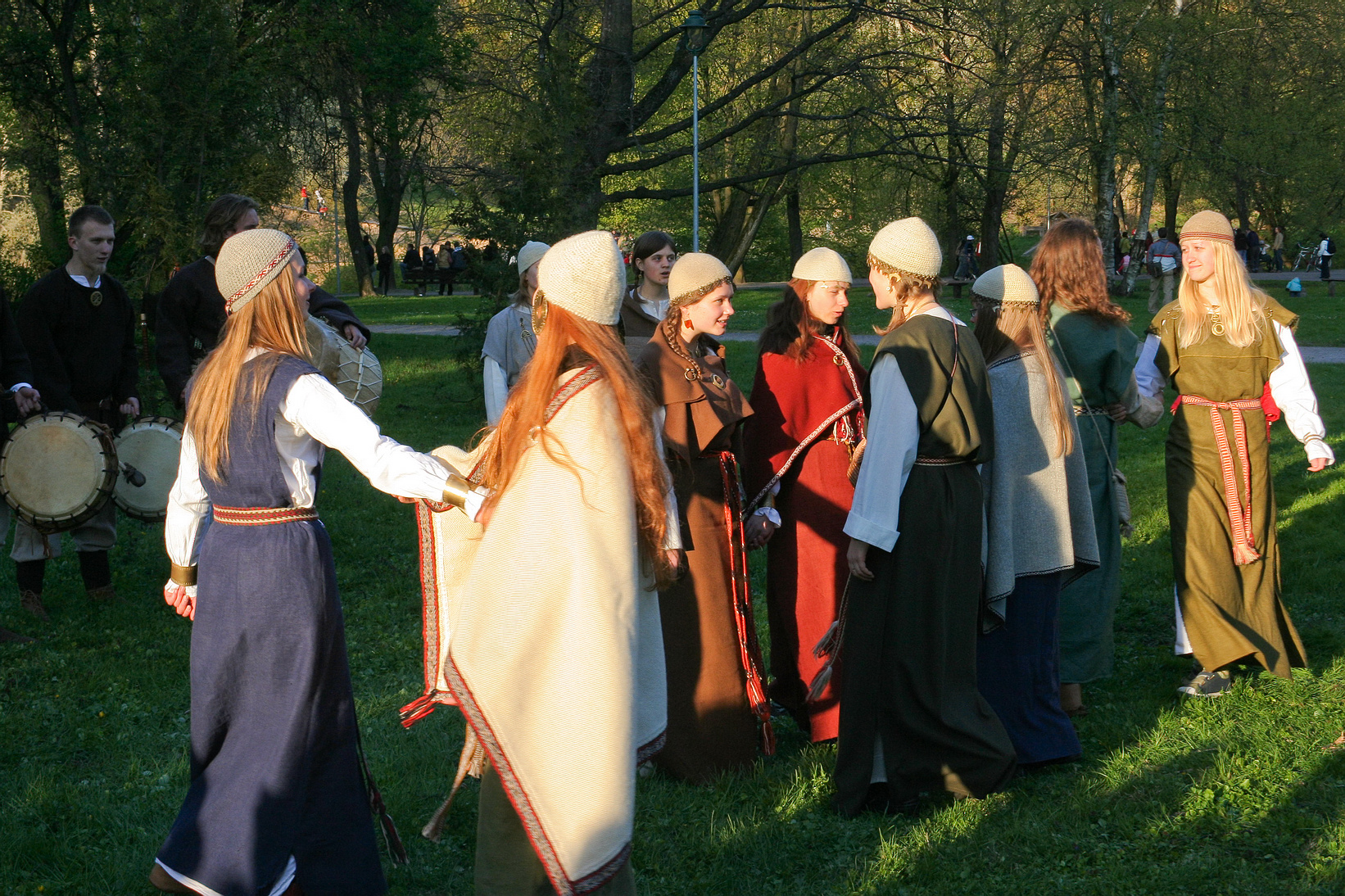
Группа в 2007 году

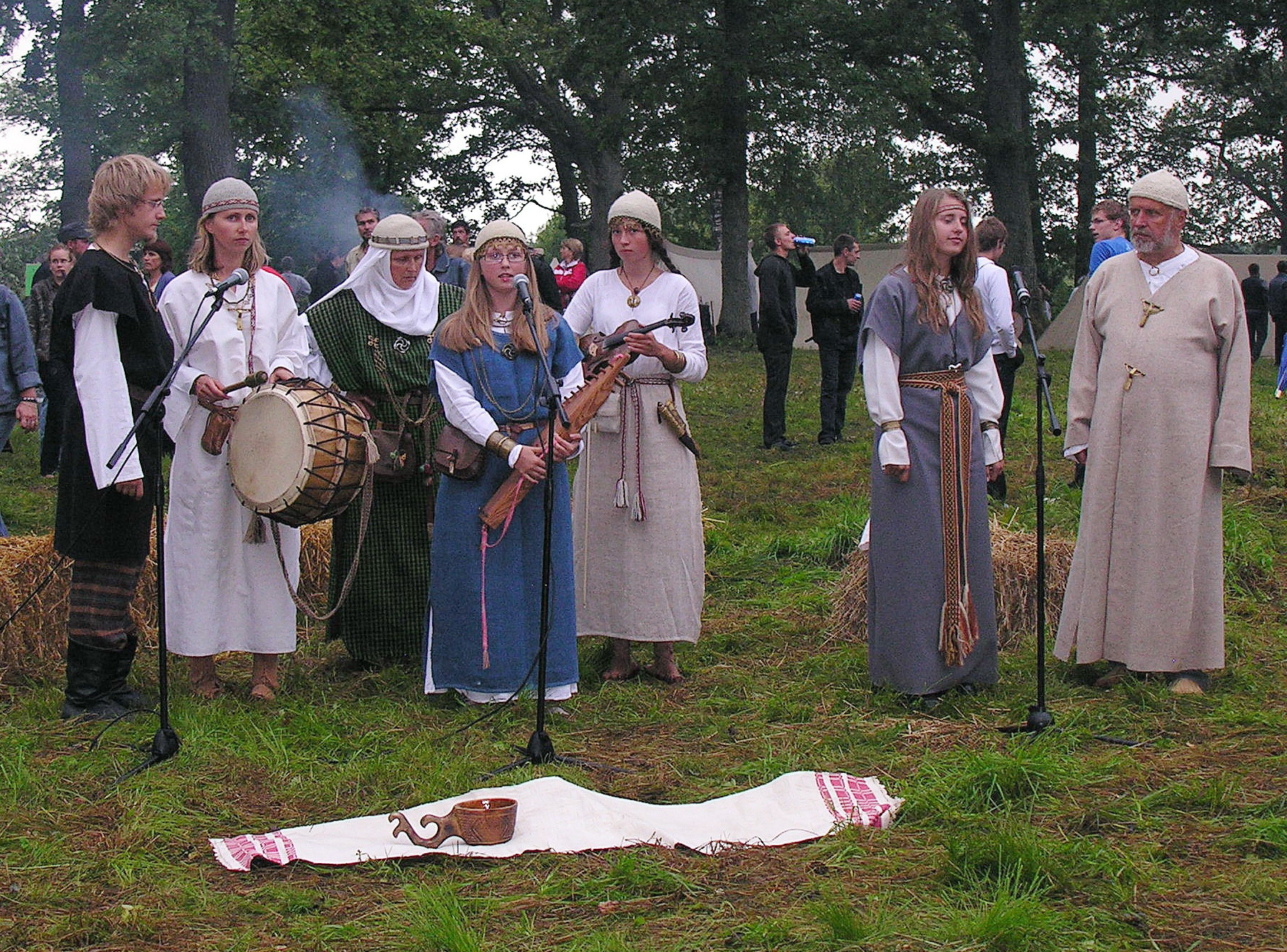
Фестиваль в 2009 году

Кулгринда (лит. Kūlgrinda) — музыкальная группа из Вильнюса, исполняющая литовскую народную музыку. Была создана в 1989 году.

## История
Группа была основана в 1989 году фольклористом Йонасом Тринкунасом и его женой Инией Тринкунине, которые также были лидерами неоязыческой организации «Ромува».
Изначально издателем альбомов группы был звукозаписывающий лейбл Dangus Records, позже был подписан контракт с Aurea Studija.

## Музыка
Музыка группы обычно состоит из простых исполнений народных песен с небольшой студийной аранжировкой и с упором на вокальное исполнение.
Также группа специализируется на жанре сутартинес ― традиционной литовской форме полифонического пения. При исполнении мелодий используются традиционные балтийские музыкальные инструменты, например канклес или скудучяй.
Группа часто сотрудничала с другими артистами, а сотрудничество с группой Ugnėlakis привело к созданию новой фолк-рок группы Žalvarinis.

## Дискография
- Kūlgrinda (1996)
- Žalvarinis (2002)
- Ugnies apeigos (2002)
- Sotvaras (2003)
- Perkūno giesmės (2003)
- Prūsų giesmės (2005)
- Giesmės Saulei (2007)
- Giesmės Valdovui Gediminui (2009)
- Giesmės Žemynai (2013)
- Giesmės Austėjai (2018)